# طارق أجوادي
طارق أجوادي (12 أبريل 1988 بالدار البيضاء في المغرب - ) هو لاعب كرة قدم مغربي في مركز الدفاع. لعب مع نادي الوداد الرياضي.

## وصلات خارجية
- طارق أجوادي على موقع قاعدة بيانات كرة القدم.إي يو (الإنجليزية)